# کوه ایدا (یونان)
کوه ایدا (یونانی: Ἴδα) بلندترین کمه در جزیره کرت در یونان است.